# 第三羅馬
第三罗马是歷史上一些歐洲政體對繼承古羅馬/西羅馬帝國（「第一羅馬」）或東羅馬帝國（「第二羅馬」）政治遺產的宣稱。

## 聲稱國

### 保加利亚第二帝国
“第三罗马”的概念首次被提出是在十四世纪的保加利亚第二帝国。伊凡·亚历山大皇帝为了提高国家的声望和名誉而将首都命名为大特尔诺沃（其斯拉夫语名称Tsarevgrad Tǎrnov，意为“帝都特尔诺沃”，由君士坦丁堡的斯拉夫语名Tsargrad“帝都”而来）。大特尔诺沃对拜占庭帝国君士坦丁堡的继承也得東正教君士坦丁堡普世牧首卡利斯图斯一世的承认：“保加利亚首都大特尔诺沃继承了君士坦丁堡的名字和荣耀。”

### 俄罗斯帝国

俄羅斯帝國和俄罗斯国徽的雙頭鷹來自拜占庭帝國。

在1393年保加利亚第二帝国被奥斯曼帝国征服之后，一群保加利亚牧师来到俄罗斯，并把第三罗马的概念带到俄罗斯，最终这个概念获得了特维尔大公鲍里斯·亚历山德罗维奇的支持。
在拜占庭帝国（即东罗马帝国）的首都君士坦丁堡于1453年5月29日被攻下之后的数十年时间内（参见君士坦丁堡的陷落），一些东正教人士开始称呼莫斯科大公国为「第三罗马」或「新罗马」。在莫斯科大公伊凡三世迎娶拜占庭帝国末代皇帝君士坦丁十一世的侄女索菲娅·巴列奥略公主后，「第三罗马」这个概念开始被广泛使用。根据当时欧洲的继承传统，伊凡三世可以声称自己以及自己的后代为拜占庭帝国的继承者。但是根据罗马传统，帝国更多的是以宗教继承，而不是以血缘而自动继承。彼时，东正教是区分拜占庭人和野蛮人的标准。于是弗拉基米尔·斯维亚托斯拉维奇在公元989年将东正教定为基辅罗斯的国教，以换取迎娶帝国的公主。
将俄国作为罗马的继承人出现于1510年後。在一篇给莫斯科大公瓦西里三世的颂词里这样写道：
“两个罗马倒下了，第三个站起来了，并且不会再有第四个。没人能取代您的基督沙皇国”

### 鄂圖曼帝國
鄂圖曼帝國蘇丹穆罕默德二世攻佔君士坦丁堡後，自封為「羅馬凱撒」，獲得了君士坦丁堡牧首的承認，但歐洲基督教國家普遍不認同。穆罕默德二世的理據是，自羅馬遷都、西羅馬帝國滅亡後，君士坦丁堡已是羅馬帝國的帝座。因穆罕默德二世的祖先奧爾汗一世娶了拜占庭公主，他和拜占庭皇室也有血脈關聯，也可自稱是約翰·策萊佩斯·科穆寧（拜占庭皇室的穆斯林）的後裔。與此同時，奧斯曼拿下了奧特朗托，正欲攻入羅馬時，穆罕默德二世卻猝然逝世。雖然他的後裔不常使用「羅馬凱撒」的頭銜，但其擴張的帝國卻存在數百年之久。現代土耳其史學家İlber Ortaylı支持此說，指出該國由多文化組成，和穆罕默德二世接受了拜占庭宮廷的一些習俗。而他認為俄羅斯的聲稱只是名義上的，而穆罕默德二世以國策和征服建立了信奉伊斯蘭教的第三羅馬（第一羅馬信奉多神宗教，第二羅馬信奉東正教）。
蘇萊曼一世擊敗神聖羅馬皇帝查理五世後，稱他為「西班牙國王」而非「羅馬皇帝」，可見得蘇萊曼自視為凱撒的繼承人。蘇萊曼的大維齊爾帕爾加勒·易卜拉欣帕夏在君士坦丁堡豎立羅馬式雕像，雖然與伊斯蘭不拜偶像的教義相違，他卻表示鄂圖曼帝國是羅馬的繼承國，故豎立羅馬式雕像是自然不過的事。

### 神圣罗马帝国
936年东法兰克王国的鄂圖一世登位。961年，教宗若望十二世请求鄂圖一世进入意大利称王。962年，德意志（东法兰克）国王奥托一世在罗马受教宗若望十二世的加冕，被称为“罗马人的皇帝”，成为罗马的监护人和天主教世界的最高世俗统治者。
1157年，这一帝国得到了“神圣帝国”的称号。1254年，帝国第一次开始使用头衔「神圣罗马帝国」，作为西罗马帝国的延续，是為第二羅馬。 1512年的科隆帝国会议后颁布敕令，使用“德意志民族的神圣罗马帝国”，此后作为官方名称沿用直至1805年的“三皇会战”，之后1806年奥地利帝国弗朗茨二世被迫取消这一封号。
1871年成立的德意志帝國通過神聖羅馬帝國的法統，也聲稱繼承羅馬。另外，德国人在论述其帝国历史时，将“神圣罗马帝国”、“德意志民族的神圣罗马帝国”定义为“第一帝国”，后来的德意志帝国（1871年-1918年）为第二帝国。魏玛共和国在1919年成立並于1933年失败后，希特勒要为德国重夺荣耀，志在建立“第三帝国”。

#### 奧地利帝国
奧地利帝國宣稱為神聖羅馬帝國的後裔，神聖羅馬帝國解體後，哈布斯堡王朝有意統一德意志。後來，德意志帝國在1871年同樣根據和神聖羅馬帝國的聯繫，而自稱為第三羅馬。德意志皇帝的頭銜是凱撒。
有說日耳曼人的卡洛林帝國打算復興羅馬帝國，而它後轉型為神聖羅馬帝國，是日耳曼人為主的國家，自稱為西羅馬帝國的延續。800年，查理大帝獲教宗良三世封為「神聖羅馬皇帝」。神聖羅馬帝國長期為哈布斯堡王朝主宰。

#### 德意志帝国
德意志帝國在1871年至1918年自稱「第三羅馬」，此說受到批評，因為德意志皇帝信奉新教信義宗（奧地利皇帝信奉天主教），並未和天主教會修和，而天主教是羅馬文化在西方傳承的基礎。

### 意大利王國

鷹持束棒是法西斯意大利的一個常見標誌

意大利民族主義者朱塞佩·馬志尼宣揚「第三羅馬」的理念。他說：「歷經諸皇帝的羅馬，歷經諸教宗的羅馬，人民的羅馬將要到來」，鼓吹意大利統一和定都羅馬。意大利統一成意大利王國後，國人稱之為「第三羅馬」 。統一後，馬志尼表示，意大利作為第三羅馬，需要有建立帝國的志向。他認為那時意大利跟古羅馬一樣有權主導地中海，所以應該入侵並且殖民突尼西亞，因他是「中地中海的鑰匙」。
意大利獨裁者本尼托·墨索里尼將其法西斯政權稱為「第三羅馬」。他有意把羅馬擴張到奧斯提亞，到達大海，計劃名稱也是「第三羅馬」，而EUR區（Esposizione Universale Roma）是計劃的第一步行動。

### 法蘭西第一帝國
法兰西第一帝国皇帝拿破崙認為它是繼承墨洛溫王朝、加洛林王朝、卡佩王朝之後的「法蘭克王國第四王朝」。他在1804年加冕皇帝時握了一下加洛林帝國查理大帝的十字聖球，並且戴了他的皇冠。他的佩劍和權杖據說也「出自於查理大帝」：事實上，它們在已經更名為法蘭西王國瓦盧瓦王朝和波旁王朝的加冕儀式中已經使用幾個世紀。而帝國紋章上還放了鷹的圖案，這參照羅馬軍團的鷹，同時，鷹也是查理大帝的符號。帝國披風的紅色直接參照了羅馬帝國的紫色。這樣拿破崙把自己喻為羅馬帝國和查理大帝的繼承者。

### 引用
1. ↑  Yegorov, Oleg. . www.rbth.com. 2017-03-30  [2019-07-26]. （原始内容存档于2019-08-06） （美国英语）.
2. ↑  Ivan Duychev (Иван Дуйчев). . Sofia: Наука и Изкуство. 1972: 430.
3. ↑  Parry, Ken; Melling, David (编). . Malden, MA.: Blackwell Publishing. 1999: 490. ISBN 0-631-23203-6.
4. ↑  Nicol, Donald MacGillivray, Last Centuries of Byzantium, 1261–1453, Cambridge University Press, Second Edition, 1993, p. 72
5. ↑  "Two Romes have fallen. The third stands. And there will be no fourth. No one shall replace your Christian Tsardom!"Donald Ostrowski 
Muscovy and the Mongols: Cross-Cultural Influences on the Steppe Frontier, 1304-1589，2002
6. ↑  İlber Ortaylı, "Büyük Constantin ve İstanbul", Milliyet, 28 May 2011.
7. ↑  Norwich, John Julius. . New York: Alfred A. Knopf. 1995: 81–82. ISBN 978-0-679-41650-0.
8. ↑  Bunson, Matthew. . Catholic Answers. 2008-08-07  [2011-08-07]. （原始内容存档于2011年8月11日）.
9. ↑  Craig M. White. The Great German Nation: Origins and Destiny. AuthorHouse, 2007. p. 139.
10. 1 2 3 4 5  Craig M. White. The Great German Nation: Origins and Destiny. AuthorHouse, 2007. P. 139.
11. 1 2  Warwick Ball. Rome in the East: The Transformation of an Empire. London, England, UK: Routledge, 2000. P. 449.
12. 1 2  Craig M. White. The Great German Nation: Origins and Destiny. AuthorHouse, 2007. P. 169.
13. ↑  .   [2020-08-28]. （原始内容存档于2008-12-04）.
14. ↑  Christopher Duggan. The Force of Destiny: A History of Italy Since 1796. New York, New York, USA: Houghton Mifflin Harcourt, 2008. P. 304.
15. 1 2  Silvana Patriarca, Lucy Riall. The Risorgimento Revisited: Nationalism and Culture in Nineteenth-Century Italy. P. 248.
16. ↑  Martin Clark, Mussolini: Profiles in Power (London: Pearson Longman, 2005), 136.
17. ↑  . SSKF - I DISCORSI DEL DUCE DEL FASCISMO BENITO MUSSOLINI.   [2020-08-28]. （原始内容存档于2004-06-24）.